# 殺しの双曲線
『殺しの双曲線』（ころしのそうきょくせん）は西村京太郎が1971年に発表した長編推理小説である。
本作は、双生児の替玉トリックとクローズド・サークルを主眼とした本格推理の傑作で、作者は綾辻行人との対談で本作をベスト5として2番目に選出している。

## 概要と解説
本作は、アガサ・クリスティ著『そして誰もいなくなった』のプロットを下敷きにした作品で、東京で起こった連続強盗事件と雪山の山荘で繰り広げられる連続殺人事件が並行して描かれる形でストーリーが進行する。
「ノックスの探偵小説十戒」の10番目に「双生児を使った替玉トリックは、あらかじめ読者に知らせておかなければ、アンフェアである」と記されていることから、作者はフェアを期すため冒頭に「この推理小説のメイントリックは、双生児であることを利用したものです」と掲げてメイントリックをあらかじめ明かしている。

## あらすじ
東京で、犯人が毎回素顔をさらしたまま「世間が悪いんだ」と捨て台詞を残す連続強盗事件が発生した。被害者たちの証言から、小柴兄弟のうちどちらかの犯行であることは確定したが、2人は一卵性双生児のためあまりに似ていて、どちらの犯行であるか特定できないため、警察は逮捕できずにいた。
一方、宮城県K町のホテル「観雪荘」の主人から招待状を受け取った東京在住のタイピスト・戸部京子は、婚約者の森口克郎とスキーを楽しみに雪深い観雪荘ホテルを訪れた。そこで自分たちと同じように東京から招待された風俗嬢の太地亜矢子、サラリーマンの矢部一郎、犯罪学を研究している大学の研究生・五十嵐哲也、タクシー運転手の田島信夫の計4名の客と合流した。そして、彼らをホテルの主人・早川が出迎えた。
ところが、初めから暗く沈んだ顔をしていた矢部が内側から鍵のかかった部屋で首を吊って死んでいるのが見つかった。自殺かと思われたが、壁には「かくて第一の復讐が行われた」という言葉と、奇妙なマークを描いたカードが画鋲でピン止めされていた。さらに電話線が切られ、唯一の交通手段である雪上車も何者かに破壊されてしまっていた。また、ボウリング場のピンが1本減っていた。
田島がスキーでK町まで連絡に行くことになったが、翌朝、何者かにより宿泊客全員のスキーが折られてしまっていた。実は田島はタクシー強盗殺人犯で、本物の田島に成りすましていたニセモノであることがテレビのニュースで発覚した。そのニセ田島が、外界に連絡されないよう雪上車とスキーを壊したのであった。そして、隠し持っていたスキーで逃走したニセ田島だが、持っていたコンパスが狂っていたため方向を間違えて崖から落ちて死んでしまった。事故かとも思われたが、部屋には「かくて第二の復讐が行われた」という言葉と、矢部のときと同じマークを描いたカードが残されていた。そしてボウリングのピンも1本減っていた。
一方、連続強盗事件の捜査本部には、双生児による強盗計画を詳細に記した手紙が届けられていた。2通目の手紙にはR銀行襲撃計画が記されており、調べてみると小柴兄弟はその計画通りに行動していた。捜査本部は、R銀行の襲撃を待ち構える。
観雪荘ではその後も森口が棚から落ちた道具箱で頭を打って死に、五十嵐はナイフで刺されて殺された。そして、そのたびに前の2件と同様にカードが残され、ボウリングのピンも減っていた。五十嵐の死体を3人の「雪の墓」の隣に埋めたあと、駅前の食堂からかかってきた電話に対し、早川は状況を説明して警察への通報を依頼した。地元警察が急行したが、雪崩のため自衛隊の力を借りても観雪荘に着くのに2日はかかるという。電話も再び不通となり、なぜ一時的につながったのかは不明であった。
観雪荘の事件やK町に警察や新聞記者、家族たちが集まってきているニュースを見て京子たちが安心していたのも束の間のこと、早川がダイニングキッチンで血の海の中に倒れているのが見つかった。残された京子と亜矢子は互いに相手が連続殺人犯ではないかと疑心暗鬼になる。京子は、自分が殺されたあと警察に読んでもらうために、これまでに起きたことを手紙に書き残す。
一方、都内ではR銀行強盗の現行犯で小柴兄弟の弟・利男が逮捕された。利男が語るには、何者かが双生児であることを利用した連続強盗の犯行計画を送ってきて兄弟をそそのかし、兄の勝男と交互に犯行を行ったのだという。
ようやく観雪荘にたどり着いた地元警察と新聞記者、家族たちの一行がホテルの中になだれ込むと、「私が間違っていました」と書置きを残して亜矢子が毒を飲んで死んでいるのが見つかった。さらにホテルの裏には6つの雪の墓が建てられており、墓標のようにそれぞれの墓にボウリングのピンが突き刺さっていた。墓を掘り返すと、5人の男の死体は全て顔が無残に叩き潰されていた。ただし、京子の顔だけはきれいなままであった。これらの状況と京子が残した手紙から亜矢子が犯人と思われた。
しかしその後、連続強盗事件の捜査本部に東京中央郵便局の消印で、「かくて全ての復讐が行われた」という言葉と例のマークを描いたカードが届けられた。カードの投函日付は亜矢子の死亡後であった。

## 登場人物
- 戸部 京子（とべ きょうこ） - 「観雪荘」の招待客。鉄鋼会社に勤めるタイピスト。22歳。
- 森口 克郎（もりぐち かつろう） - 「観雪荘」の招待客。京子の婚約者。平凡なサラリーマン。25歳。
- 太地 亜矢子（たじ あやこ） - ソープランドの風俗嬢。23歳。
- 矢部 一郎（やべ いちろう） - 「観雪荘」の招待客。サラリーマン。25、6歳。
- 五十嵐 哲也（いがらし てつや） - 「観雪荘」の招待客。犯罪学を研究している大学の研究生。25歳。
- 田島 信夫（たじま のぶお） - 「観雪荘」の招待客。タクシーの運転手。25、6歳。
- 早川 謙（はやかわ けん） - 「観雪荘」の主人。25、6歳。
- 小柴 勝男（こしば かつお） - セールスマン。利男の双生児の兄。25歳。
- 小柴 利男（こしば としお） - 勝男の双生児の弟。25歳。
- 工藤（くどう） - 警視庁捜査一課の警部。連続強盗事件の捜査主任。
- 宮地（みやじ） - 連続強盗事件担当のベテラン刑事。
- 鈴木（すずき） - 連続強盗事件担当の刑事。
- 沢木（さわき） - タクシー強盗殺人事件担当の若手刑事。
- 西崎 純（にしざき じゅん） - 中央新聞社の記者。

## テレビドラマ
フジテレビ系の金曜女のドラマスペシャル枠で1987年4月3日に『北陸L特急 殺しの双曲線』のタイトルで放送された。原作の内容を大幅に改変しており、原作のメイントリックである双子のトリックも使用されていない。小柴兄弟は登場せず、ストーリーは山荘の連続殺人だけに絞られている。戸部京子と森口克郎は無関係で、京子には刑事の恋人（染谷信吾）がいる。

### キャスト
- 戸部 京子（とべ きょうこ）: 沢田亜矢子 - ホテルの招待客。
- 太地 亜矢子（だいち[注 4] あやこ）: 長谷直美 - ホテルの招待客。自称モデル。
- 森口 克郎（もりぐち かつろう）: 加納竜 - ホテルの招待客。自称テニスのコーチ。実際はスポーツ用品店の店員。
- 早川 一郎（はやかわ いちろう）: 宅麻伸 - ホテルの従業員で調理師。
- 五十嵐 武（いがらし たけし）: 中山仁 - ホテルの招待客。犯罪学の教授。
- 染谷 信吾（そめや しんご）: 篠田三郎 - 京子の恋人の警視庁刑事。
- 田島 明夫（たじま あきお）: 石橋蓮司 - ホテルの招待客。自称タクシー運転手。実際はタクシー強盗殺人犯。
- マツモト イズミ: 松岡知重 - ホテルの招待客。連続殺人の最初の被害者。
- カワムラ ゼンサク: 西本裕行 - ホテルのオーナー。
- ミナガワ ユキ: 長島裕子 - 3年前の四ツ谷駅での事件の被害者。18歳。

### スタッフ
- 脚本 - 安本莞二
- 監督 - 井上芳夫
- 音楽 - 小六禮次郎
- ロケ協力 - 富山県大牧温泉、関西電力
- MA - アオイスタジオ
- 現像・テレシネ - 東京現像所
- 企画 - 重村一、柳田博美
- プロデューサー - 遠藤龍之介、野木小四郎
- 制作 - フジテレビ、大映テレビ株式会社